# Prętnik karłowaty
Prętnik karłowaty (Trichogaster lalius) – słodkowodna ryba akwariowa z rodziny guramiowatych. Bywa hodowana w akwarium domowym. W roku 1874 gatunek ten został sprowadzony do Paryża przez francuskiego ichtiologa Pierre Carbonniera. W roku 1903 sprowadzono go do Hamburga.

## Występowanie
Zamieszkuje zarośnięte, płytkie i nagrzane obszary stojących wód w Azji Południowej na obszarze historycznego Bengalu, w Indiach, Bangladeszu i Pakistanu, w dolnych obszarach dorzecza rzek: Ganges, Jamuna i Brahmaputra. Spotykany na mokradłach, w sadzawkach ubogich w tlen. Introdukowany na terenach Singapuru, Tajwanu i USA. Spotkany na wyspie Borneo, w rzece Baram.

## Opis
Ciało mocno bocznie spłaszczone, jajowatego kształtu.. Płetwa grzbietowa wysoka, niebiesko ubarwiona dochodząca do nasadowej części ogona. Posiada 7–10 promieni miękkich oraz 15–17 promieni twardych. Na płetwie odbytowej wyróżnić można 13–17 promieni miękkich i 17–18 twardych. Płetwy piersiowe posiadają 10 promieni miękkich. Płetwa ogonowa zaopatrzona jest w 14 promieni miękkich. W linii bocznej ryby znajduje się 27–28 łusek. Płetwy czerwono obrzeżone. Płetwy brzuszne są przekształcone w długie nitki czuciowe.
Dorastają do 5–6 cm długości.

## Dymorfizm płciowy

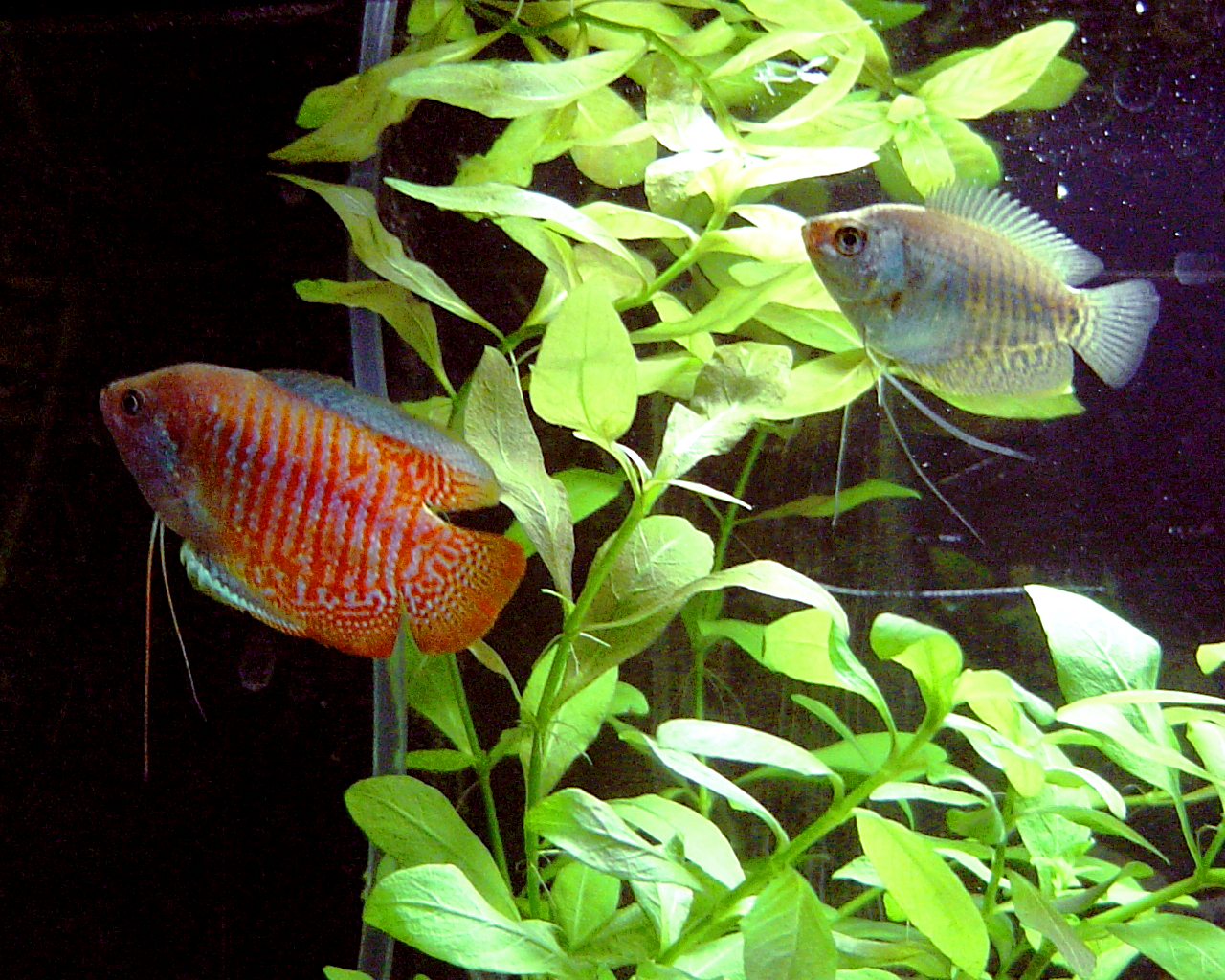
Dymorfizm płciowy – samiec z lewej, samica po prawej stronie

Różnica w dymorfizmie wyraźna między osobnikami. Samiec posiada koniec części płetwy grzbietowej ostro zakończoną, ogonowa jest lekko spiczasta. Przez tułów wiśniowego koloru przebiegają skośnie ku tyłowi ułożone czerwono-niebiesko-turkusowe pręgi o różnych odcieniach. Rysunek pręg przebiega również na płetwie grzbietowej, odbytowej i ogonowej. Głowa, skrzela i dolna część brzucha błyszcząco niebieska. Oko brązowo-czerwone z pionowym pasem.
Samica skromniej ubarwiona, w kolorze szarozielonkawym, szarobrązowym. Płetwa grzbietowa zaokrąglona. Pręgi słabo uwidocznione.

## Odmiany
Hodowcy z Azji (Singapur) otrzymali z formy wyjściowej barwne odmiany prętnika karłowatego. Z wyhodowaniem tych odmian wiąże się historia wykradzenia z fermy hodowlanej 32 000 ryb, które następnie sprzedawano jako Colisa „gukengi”.

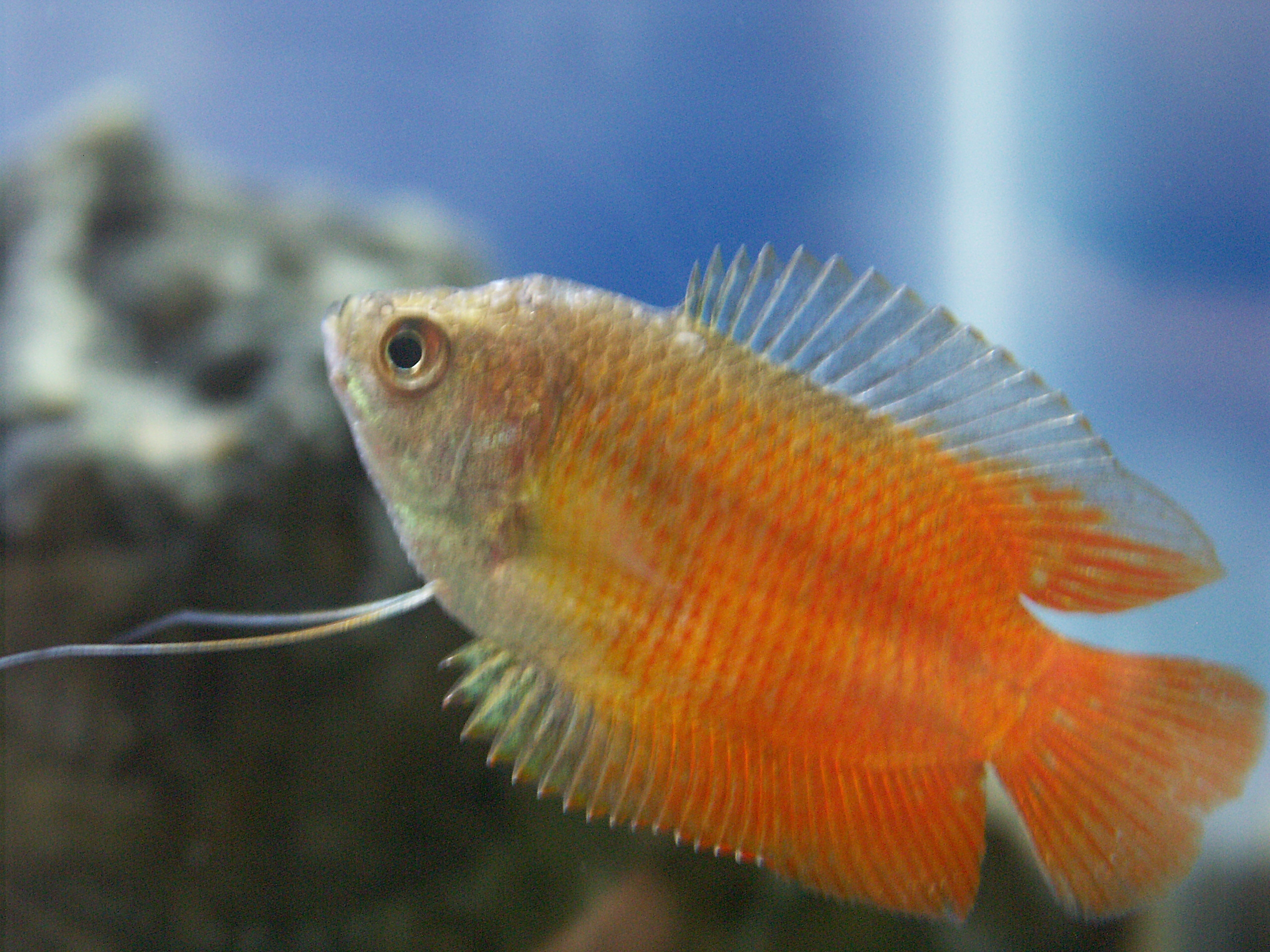
odmiana czerwona
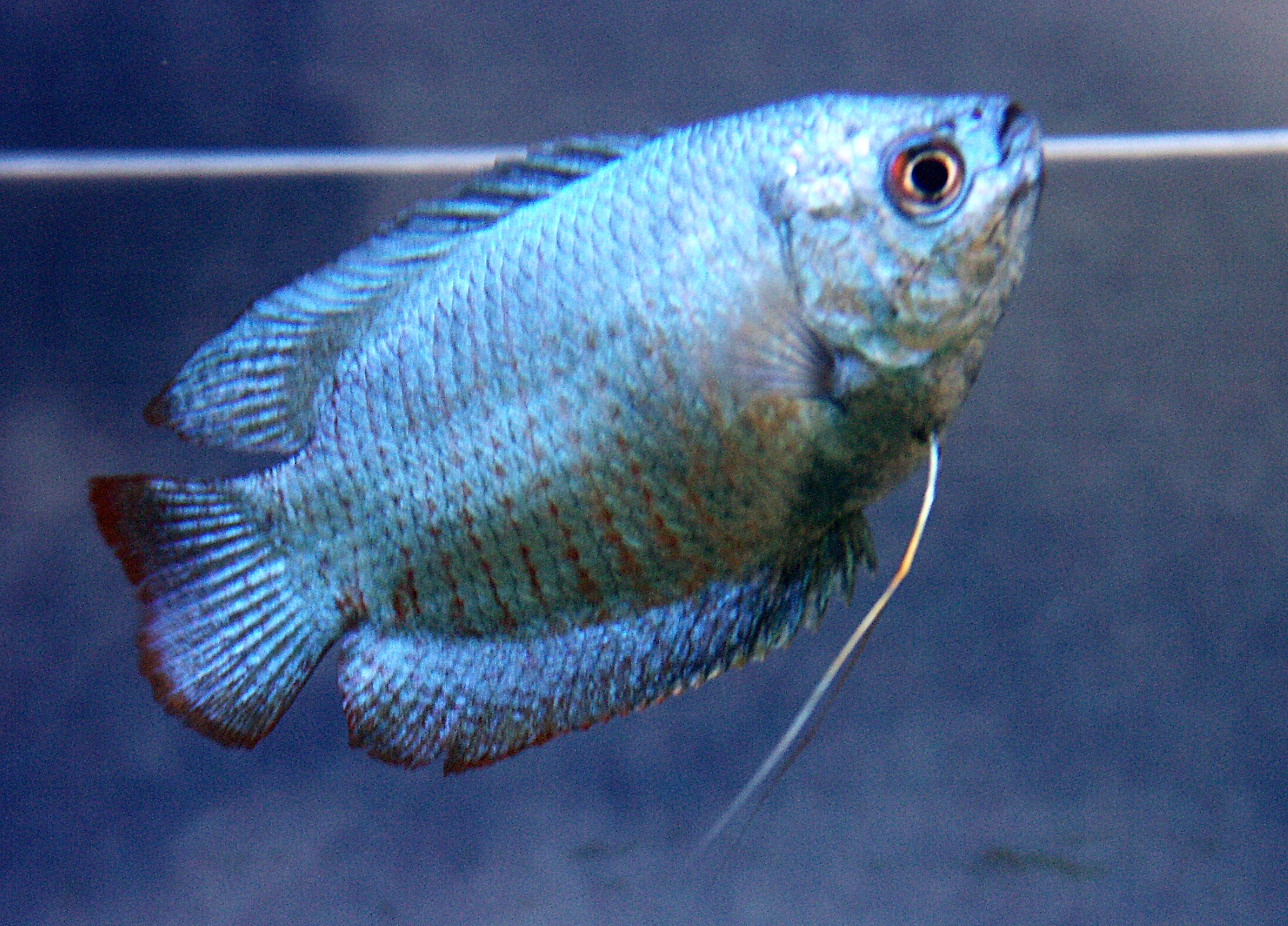
odmiana niebieska

## Warunki hodowlane
| Zalecane warunki w akwarium | Zalecane warunki w akwarium                       |
| --------------------------- | ------------------------------------------------- |
| Zbiornik                    | średniej wielkości (30–50 cm długości, niewysoki) |
| Temperatura wody            | 24–30 °C                                          |
| Twardość wody               | mała do średniej (6–20)                           |
| Skala pH                    | 6,5–7                                             |
| pokarm                      | żywy, suchy, mrożony                              |

Ryby spokojne i towarzyskie, dość płochliwe. Można je trzymać parami lub w niewielkim stadzie. Lubią przebywać w dość jasnym akwarium w strefie środkowej i przypowierzchniowej. Do obsadzenia zbiornika nadają się rośliny z rodzaju: Hygrophila, onowodek, kabomba, limnofila, Vallisneria, Vesicularia, zwartka. Na powierzchni wody powinny pływać rośliny pływające (m.in. wgłębka wodna, rzęsa drobna).
Ryba posiada dodatkowy narząd oddechowy, tzw. labirynt, zwany także błędnikiem, który umożliwia im oddychanie powietrzem atmosferycznym pobieranym znad powierzchni wody. Z tego też powodu akwarium powinno być przykryte a temperatura wody nie powinna spaść poniżej 22 °C. Wymagana jest okresowa, częściowa wymiana wody (ok. 1/3 pojemności akwarium).
Prętnik karłowaty jest wrażliwą rybą na obecność w wodzie związków azotu. Z tego powodu należy zapewnić mu w akwarium filtrację wody.

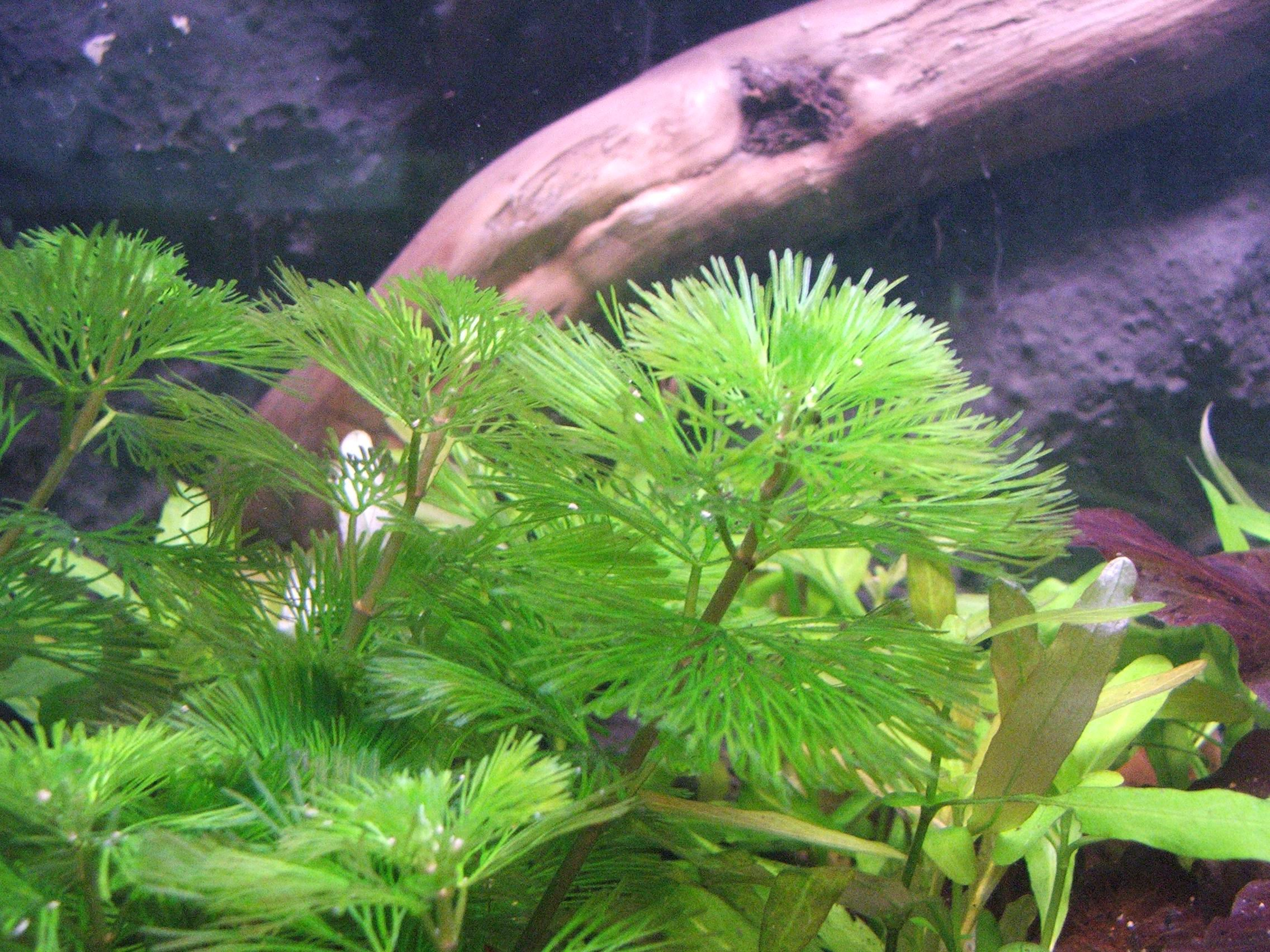
Kabomba wodna
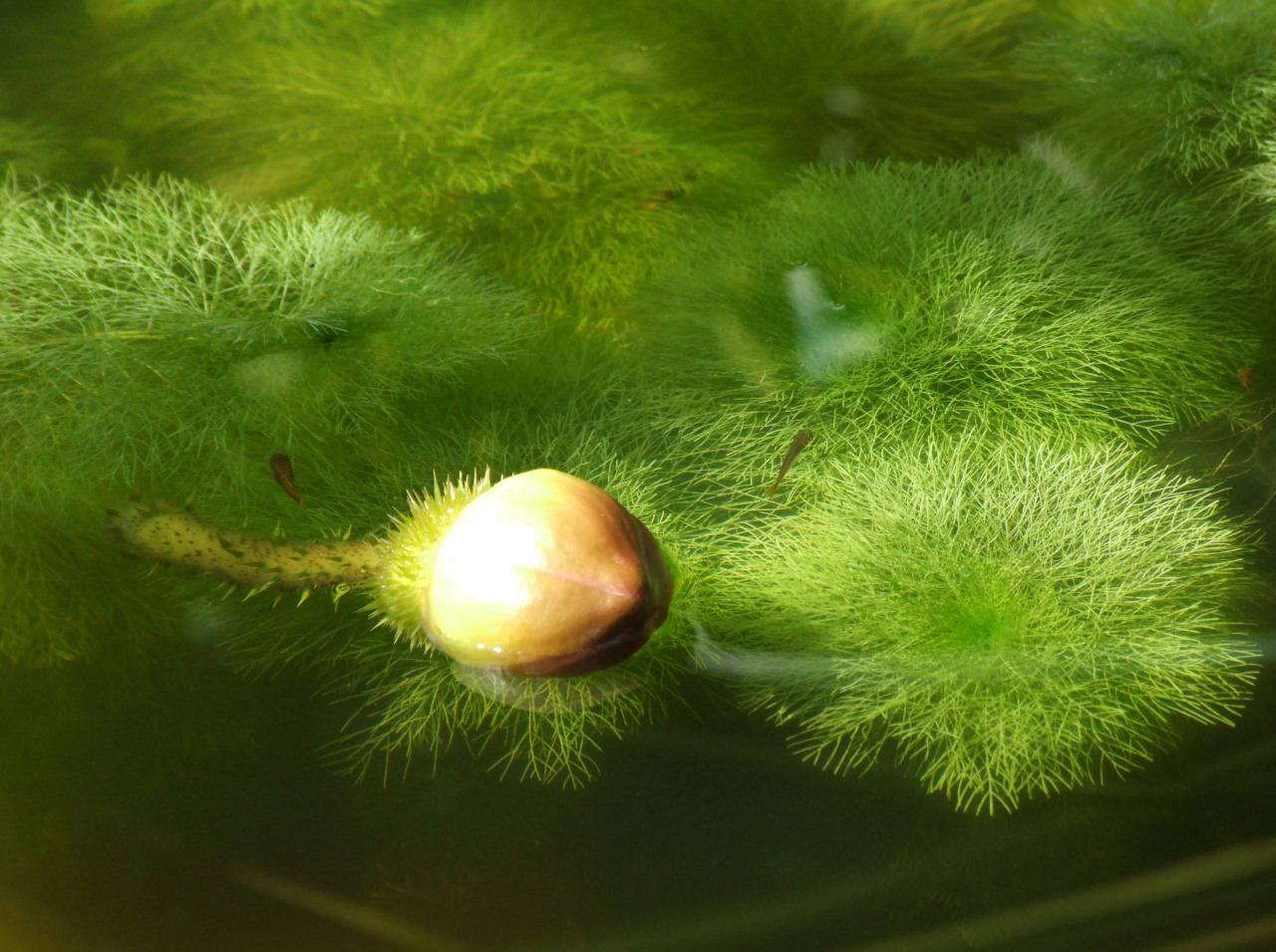
Limnofila wodna
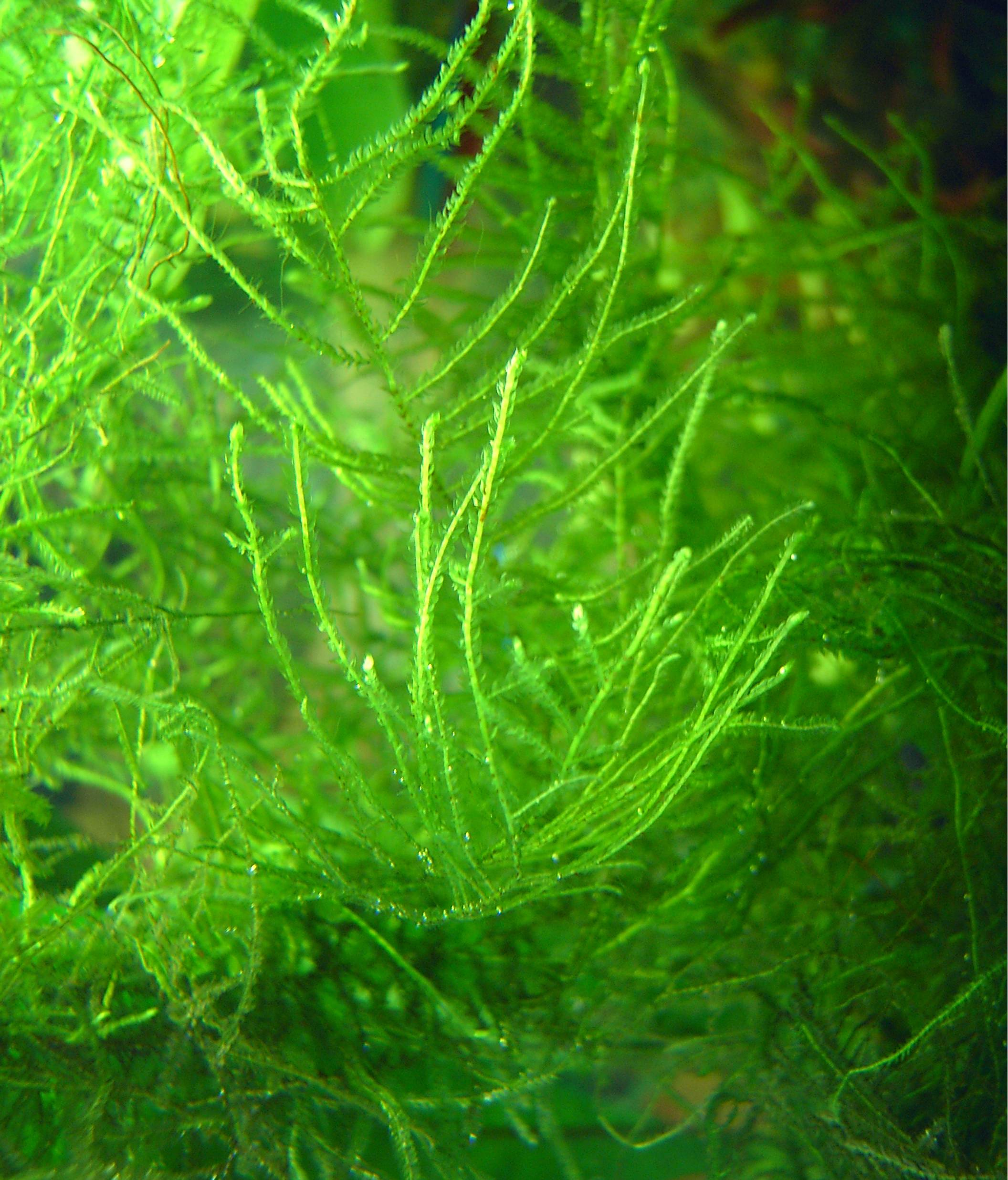
Mech jawajski
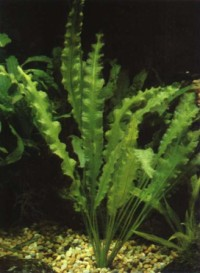
Onowodek kędzierzawy
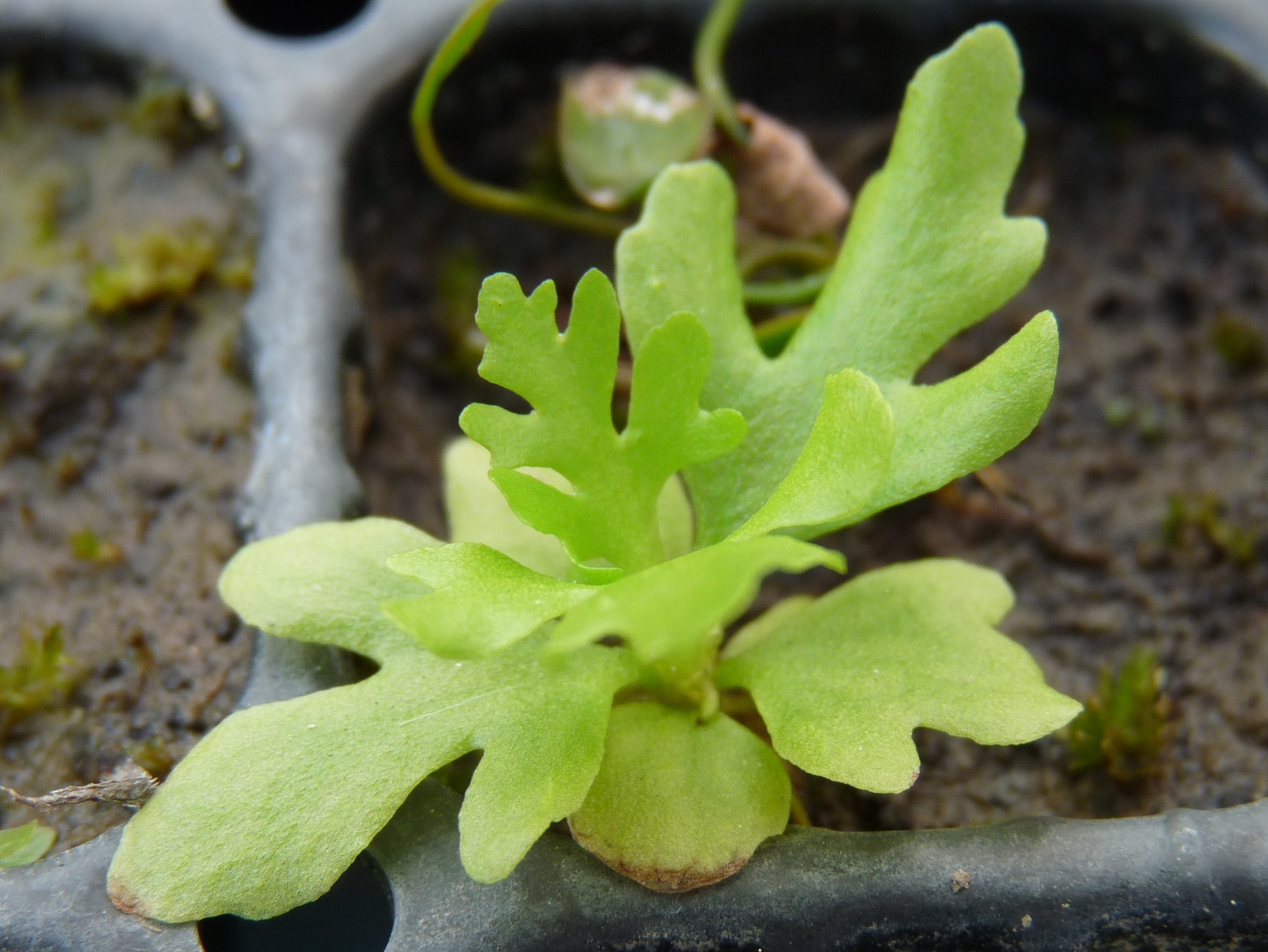
Różdżyca rutewkowata
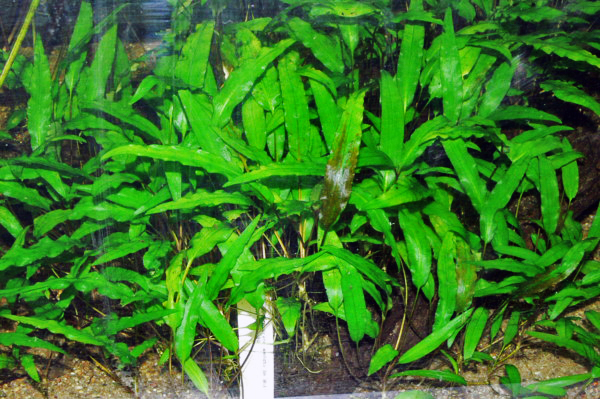
Zwartka Wendta

## Pokarm
Przyjmują każdy pokarm. Najchętniej rozwielitki, oczliki, rureczniki, wazonkowce, młode dżdżownice oraz suche pokarmy.

## Tarło
Dojrzałość płciową prętnik karłowaty osiąga dość wcześnie, już po ok. 8 miesiącach. W okresie godowym i samym tarle można zaobserwować u samca biegnącą w dół od oka do początku płetwy odbytowej, cienki pas w kolorze zielono-granatowym. Jest grubości 3-4 milimetrów.
Do tarła należy ogrzać wodę o 3-4 stopnie większej od tej w której przebywały. Zbiornik z niskim poziomem wody powinien być obsadzony drobnymi roślinami, wśród których pod powierzchnią wody samiec buduje gniazdo z piany utworzonej z pęcherzyków powietrza. Część godowa odbywa się pod gniazdem. Samiec otacza samicę swoim ciałem, a w tym czasie samica składa ikrę. Ikra, która jest lżejsza od wody unosi się w górę w kierunku gniazda. W tym czasie samiec zapładnia jajeczka a ikrę, która nie trafiła do gniazda jest zbierana przez samca i umieszczana w zbudowanym wcześniej gnieździe. Następnie samiec przejmuje obowiązki opieki nad gniazdem i ikrą. Po tarle samicę należy odłowić. gdyż jest przeganiana przez samca.

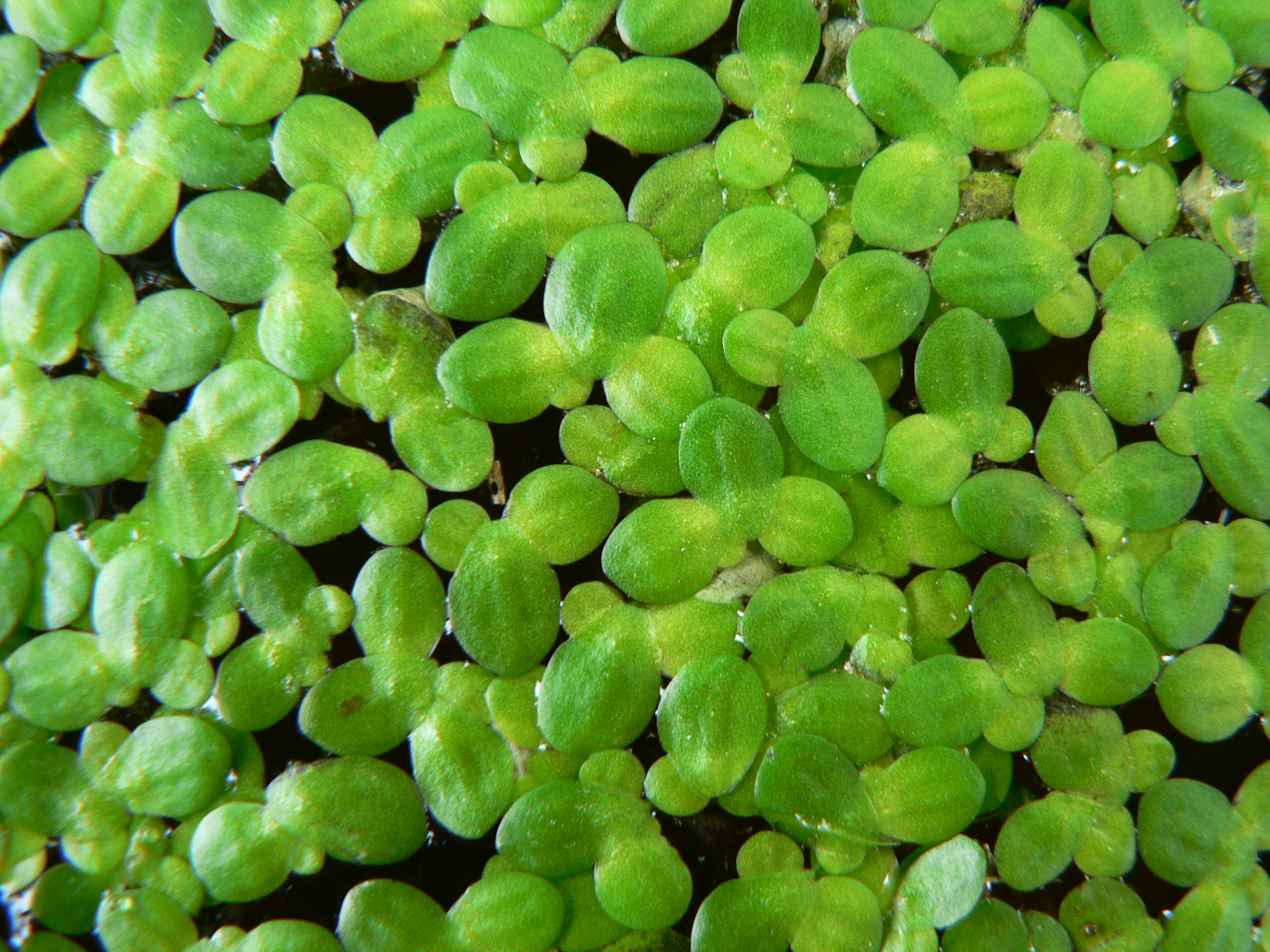
Rzęsa drobna
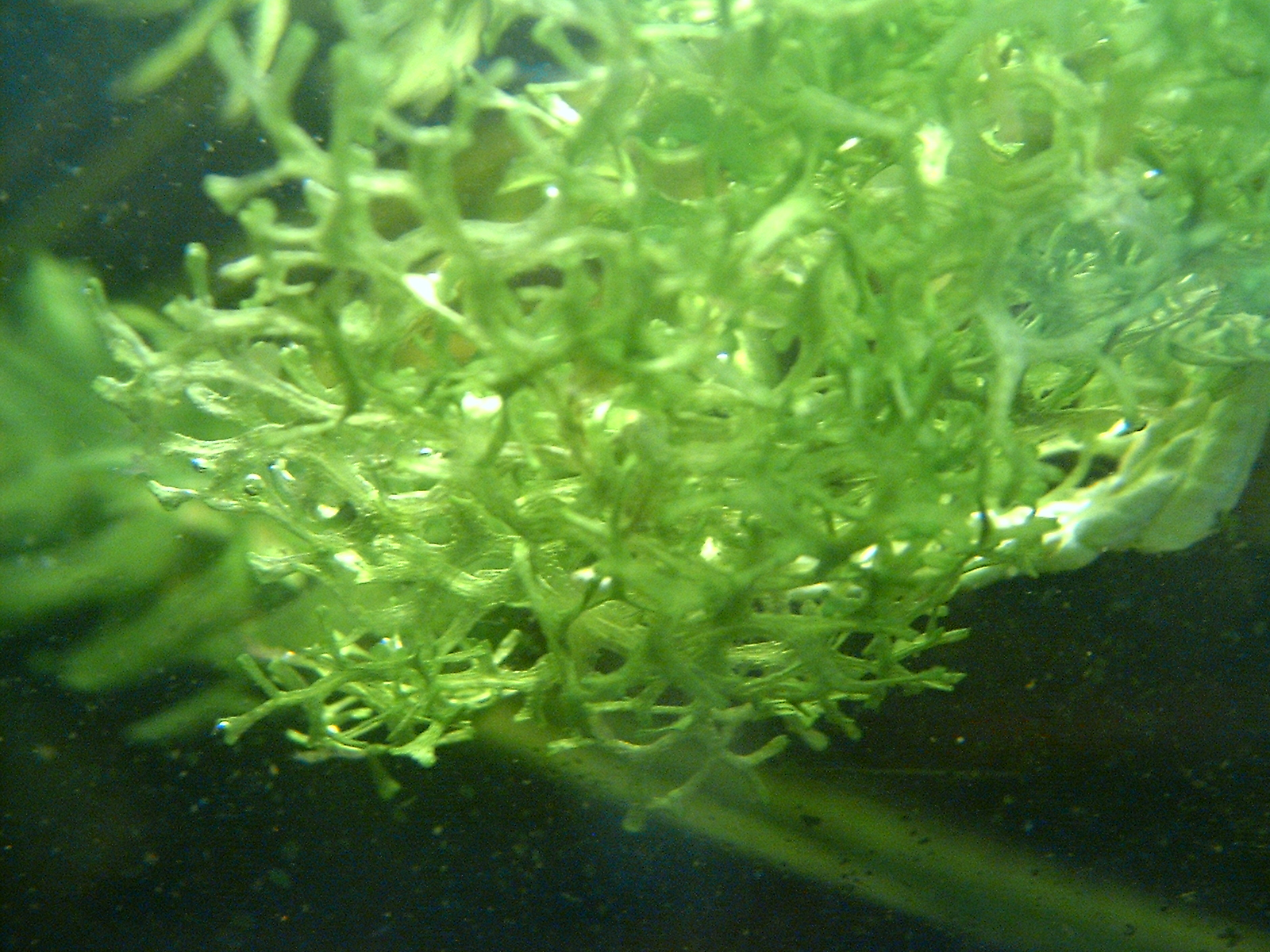
Wgłębka wodna

Po 2-3 dniach następuje wylęg narybku. Zawartość woreczka żółtkowego wystarcza młodym rybkom na okres dwóch dni. Po tym czasie młode szukają pożywienia. W tym czasie można samca odłowić i rozpocząć karmić młode bardzo drobnym pokarmem (wrotki, pantofelki).Młode osobniki w ubarwieniu są podobne do samicy.
Po 10 dniach u narybku wykształca się błędnik i narybek zaczyna oddychać powietrzem atmosferycznym. Z tego też powodu zbiornik musi być przykryty aby zapewnić rybom taką samą temperaturę powietrza co wody.
Rosną bardzo nierównomiernie i podatne są na choroby.